# Journal of Applied Physics
Le Journal of Applied Physics (anciennement Physics) est une revue hebdomadaire internationale à comité de lecture pour les problèmes de physique appliquée à la technologie. Elle est publiée en anglais par l'American Institute of Physics. Son facteur d'impact en 2021 est 2.877 selon le Journal Citation Reports.
Il a paru de 1931 à 1937 sous le nom Physics et était publié par la Société américaine de physique.